# Kékes
Le Kékes, ou Kékestető, culminant à 1 014 mètres d'altitude, est un sommet des monts Mátra dans les Carpates occidentales. Il est le point culminant de la Hongrie.

## Étymologie
Kékes signifie implicitement « bleuâtre » et tire son origine du mot hongrois kék signifiant « bleu », en raison de la teinte bleuâtre sous laquelle la montagne apparaît parfois.

## Géographie
Le Kékes est le plus haut sommet des monts Mátra, dans le comitat de Heves, en région de Hongrie septentrionale. Il est situé à 12 kilomètres au nord-est de Gyöngyös.
La région est connue pour ses vignes.

## Climat
| Mois                                  | jan.       | fév.       | mars       | avril     | mai       | juin      | jui.      | août      | sep.      | oct.      | nov.      | déc.       | année      |
| ------------------------------------- | ---------- | ---------- | ---------- | --------- | --------- | --------- | --------- | --------- | --------- | --------- | --------- | ---------- | ---------- |
| Température minimale moyenne (°C)     | −4,9       | −4,3       | −1,6       | 3,6       | 8,6       | 11,7      | 13,5      | 13,9      | 9,3       | 5         | 0,5       | −3,9       | 4,3        |
| Température moyenne (°C)              | −3,3       | −2,3       | 0,9        | 6,8       | 11,4      | 14,9      | 16,7      | 16,9      | 11,9      | 7,1       | 2,1       | −2,4       | 6,7        |
| Température maximale moyenne (°C)     | −1,7       | −0,3       | 3,5        | 10,2      | 14,8      | 18,1      | 20        | 20        | 14,5      | 9,3       | 3,8       | −0,9       | 9,3        |
| Record de froid (°C) date du record   | −22,6 1987 | −19,8 1985 | −19,4 1987 | −9,6 2003 | −3 1980   | 1,4 1986  | 4,5 1984  | 4 1995    | 0,9 2018  | −8 1991   | −12 1989  | −18,7 1996 | −22,6 1987 |
| Record de chaleur (°C) date du record | 12,2 2007  | 13,9 2021  | 17,3 1989  | 22,4 2012 | 25,6 2003 | 29,7 2000 | 31,4 2007 | 29,8 2000 | 25,8 2015 | 20,6 1985 | 17,4 2004 | 12,5 1985  | 31,4 2007  |
| Ensoleillement (h)                    | 83,3       | 92,7       | 150,8      | 195,8     | 229,9     | 242,7     | 260,7     | 247,9     | 172,5     | 132,2     | 86        | 75,8       | 1 970,3    |
| Précipitations (mm)                   | 36,3       | 44,5       | 46,8       | 60,8      | 93,5      | 80,4      | 108,6     | 83        | 79,2      | 72,3      | 70,8      | 47,3       | 823,4      |
| Nombre de jours avec précipitations   | 7          | 7,5        | 8,7        | 8,7       | 10,9      | 9,7       | 10,5      | 8,1       | 8,2       | 8,4       | 9,2       | 8,4        | 105,3      |

| Diagramme climatique                                  |              |             |             |             |              |             |          |             |          |            |              |
| J                                                     | F            | M           | A           | M           | J            | J           | A        | S           | O        | N          | D            |
| −1,7−4,936,3                                          | −0,3−4,344,5 | 3,5−1,646,8 | 10,23,660,8 | 14,88,693,5 | 18,111,780,4 | 2013,5108,6 | 2013,983 | 14,59,379,2 | 9,3572,3 | 3,80,570,8 | −0,9−3,947,3 |
| Moyennes : • Temp. maxi et mini °C • Précipitation mm |              |             |             |             |              |             |          |             |          |            |              |

## Tourisme
Il s'agit d'une attraction touristique populaire en Hongrie, avec le lac Balaton et le Danube. Sur ses pentes, on trouve des hôtels et des pistes de ski. À son sommet, se trouve une antenne de retransmission télé à laquelle il est possible d'accéder.

## Ascension
Depuis le village de Mátraháza et la route 24, un sentier ainsi qu'une route de 4 kilomètres relient le sommet. Le sentier bleu de Hongrie et le sentier international de grande randonnée de l'amitié Eisenach–Budapest passent aussi par le sommet.
Deux voies sont empruntées par les cyclistes : 
- depuis le sud et Gyöngyös : 839 m de dénivelé sur 17,8 km de distance, ce qui en fait l'ascension la plus réputée et difficile ;
- depuis le nord et Parád : 775 m de dénivelé sur 16,9 km de distance.

## Honneur
L'astéroïde (207481) Kékes porte son nom.